# Tobias Viklund
Tobias Viklund (ur. 8 maja 1986 w Kramfors) – szwedzki hokeista, reprezentant Szwecji.

## Kariera
- Ångermanland (2000-2001)
- Kramfors-Alliansen (2000-2002)
- Modo J18 (2002-2004)
- Modo J20 (2002-2006)
- Modo (2004-2007)
  -  Tegs SK (2005)
- Skellefteå (2007-2009)
- Frölunda (2009-2011)
- AIK (2011-2013)
- Awtomobilist Jekaterynburg (2013-2015)
- Łada Togliatti (2015-2016)
- Kunlun Red Star (2016-2017)
- Jugra Chanty-Mansyjsk (2017-2018)
- Kölner Haie (2018)
- Kunlun Red Star (2018-2019)
- Spartak Moskwa (2019-2020)
- Modo (2020-)

Wychowanek klubu Kramfors-Alliansen. Od 1 maja 2013 zawodnik Awtomobilista Jekaterynburg. Odszedł z klubu z końcem kwietnia 2015. Od maja 2015 zawodnik Łady Togliatti. Od czerwca 2016 zawodnik chińskiego klubu Kunlun Red Star, beniaminka w lidze KHL. Od października 2016 był hokeistą Jugry Chanty-Mansyjsk. Od czerwca do początku listopada 2018 był zawodnikiem Kölner Haie. Następnie ponownie został zawodnikiem Kunlun Red Star. W listopadzie 2019 podpisał roczny kontrakt ze Spartakiem Moskwa. Po sezonie 2019/2020 odszedł z klubu. Od września 2020 ponownie zawodnik Modo.

## Sukcesy
Klubowe
- Złoty medal mistrzostw Szwecji: 2007 z MODO

Indywidualne
- Sezon KHL (2014/2015): czwarte miejsce w klasyfikacji strzelców wśród obrońców w fazie play-off: 2 gole